# Пако де Лусия
Пако де Лусия (на испански: Paco de Lucía) е китарист и композитор от Испания, майстор на фламенко китарата. Истинското му име е Франсиско Санчес Гомес (на испански: Francisco Sánchez Gómez). Изпълнява композиции от различни жанрове: фламенко, джаз, фънк, класическа и етно музика, като понякога ги смесва. Носител е на наградата „Принцът на Астурия“ в областта на изкуството за 2004 г.

## Биография
Роден е под името Франсиско Санчес Гомес в Алхесирас, град в провинцията Кадис в Андалусия. Франсиско е най-малкото от петте деца в семейството. Негов баща е фламенко китаристът Антонио Санчес, а братята му Рамон де Алхесирас (р. 1938) и Пепе де Лусия (р. 1945) стават по-късно съответно фламенко китарист и фламенко певец. Франсиско приема сценичното име Пако де Лусия в памет на майка си Лусия Гомес. Първите си уроци по китара взима от баща си и от Рамон, когато е на 7 години.
През 1958 г., когато е на 11 години, де Лусия осъществява първата си публична изява, която е предадена в ефира на радио „Алхесирас“. През 1959 г. участва във фламенко фестивала в Херес де ла Фронтера и е награден със специалната награда. През 1961 г., на 14-годишна възраст, записва с Пепе „Los Chiquitos de Algeciras“ – първият му запис, за който братята получават награда от фестивала в Херес през 1962 г. Заедно с Пепе участва в турне на фламенко трупата на танцьора Хосе Греко през 1963. В Ню Йорк се запознава със Сабикас, който го насърчава да се отдели от стила на Ниньо Рикардо и да създаде своя традиция.
През 1964 г. семейството се премества да живее в Мадрид. През тази година Пако се запознава с китариста Рикардо Модрего, с когото записва няколко албума в началото на своята кариера. В периода 1968 – 1977 г. работи съвместно с Камарон де ла Исла, друг новатор във фламенкото. С него Пако де Лусия записва общо 10 албума.
През 1979 г. Пако де Лусия, Джон Маклафлин и Лари Кориел формират китарно трио и правят турне в Европа. Кориел е по-късно заместен от Ал Ди Меола и след 1981 г. триото записва три албума в този състав. Записва няколко албума със своята собствена група, секстет „Пако де Лусия“. През 2007 г. Кадиският университет го удостоява с титлата Доктор хонорис кауза за приносите му в музиката и културата.
Де Лусия умира от сърдечен удар на 25 февруари 2014 г. в Плая дел Кармен, Мексико, където живее през последните години от живота си.

## Дискография
- „Los Chiquitos de Algeciras“ (1961) с Пепе де Лусия
- „Dos guitarras flamencas en stereo“ (1965) с Рикардо Модрего
- „Doce canciones de García Lorca para guitarra“ (1965) с Рикардо Модрего
- „Dos guitarras flamencas en América Latina“ (1967) с Рамон де Алхесирас
- „Canciones andaluzas para dos guitarras“ (1967) с Рамон де Алхесирас
- „La fabulosa guitarra de Paco de Lucía“ (1967)
- „Doce Hits Para 2 Guitarras Flamencas“ (1969)
- „Hispanoamérica“ (1969)
- „Fantasía flamenca“ (1969)
- „Recital de guitarra“ (1971)
- „Con Los 7 De Andalucia“ (1971)
- „El Mundo del Flamenco“ (1971)
- „El duende flamenco“ (1972)
- „Fuente y caudal“ (1973)
- „En vivo desde el teatro real“ (1975)
- „Almoraima“ (1976)
- „Interpreta a Manuel de Falla“ (1978)
- „Castro Marín“ (1981)
- „Friday Night in San Francisco“ (1981) с Ал Ди Меола и Джон Маклафлин
- „Sólo quiero caminar“ (1981) със секстет „Пако де Лусия“
- „Passion, grace and fire“ (1983) с Ал Ди Меола и Джон Маклафлин
- „Live... one summer night“ (1984) със секстет „Пако де Лусия“
- „Siroco“ (1987)
- „Zyryab“ (1990)
- „Concierto de Aranjuez de Joaquín Rodrigo“ (1991)
- „Live in América“ (1993) със секстет „Пако де Лусия“
- „The guitar trio“ (1996) с Ал Ди Меола и Джон Маклафлин
- „Luzia“ (1998)
- „Cositas Buenas“ (2004)